# Stereokamera

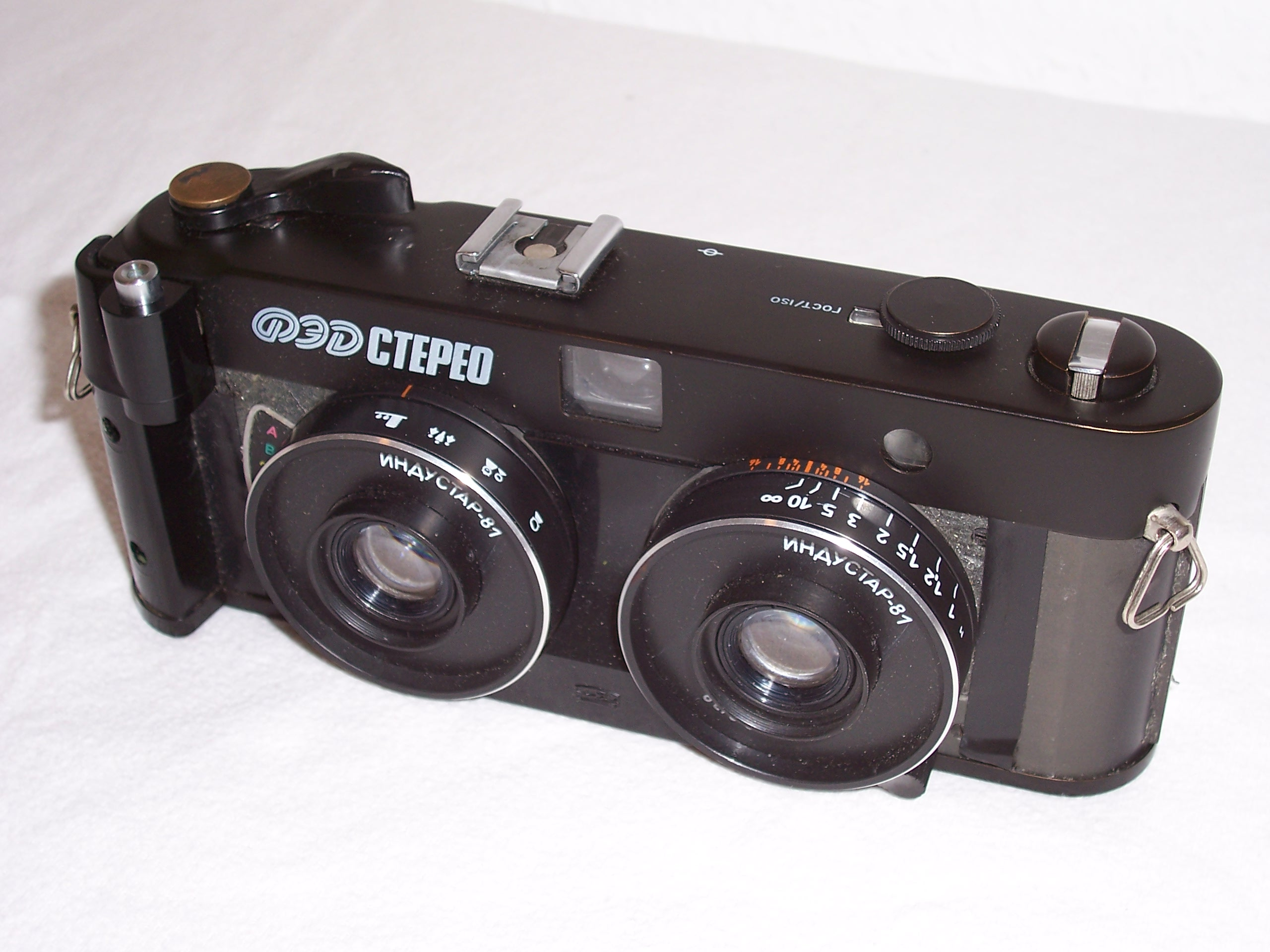
FED Stereo

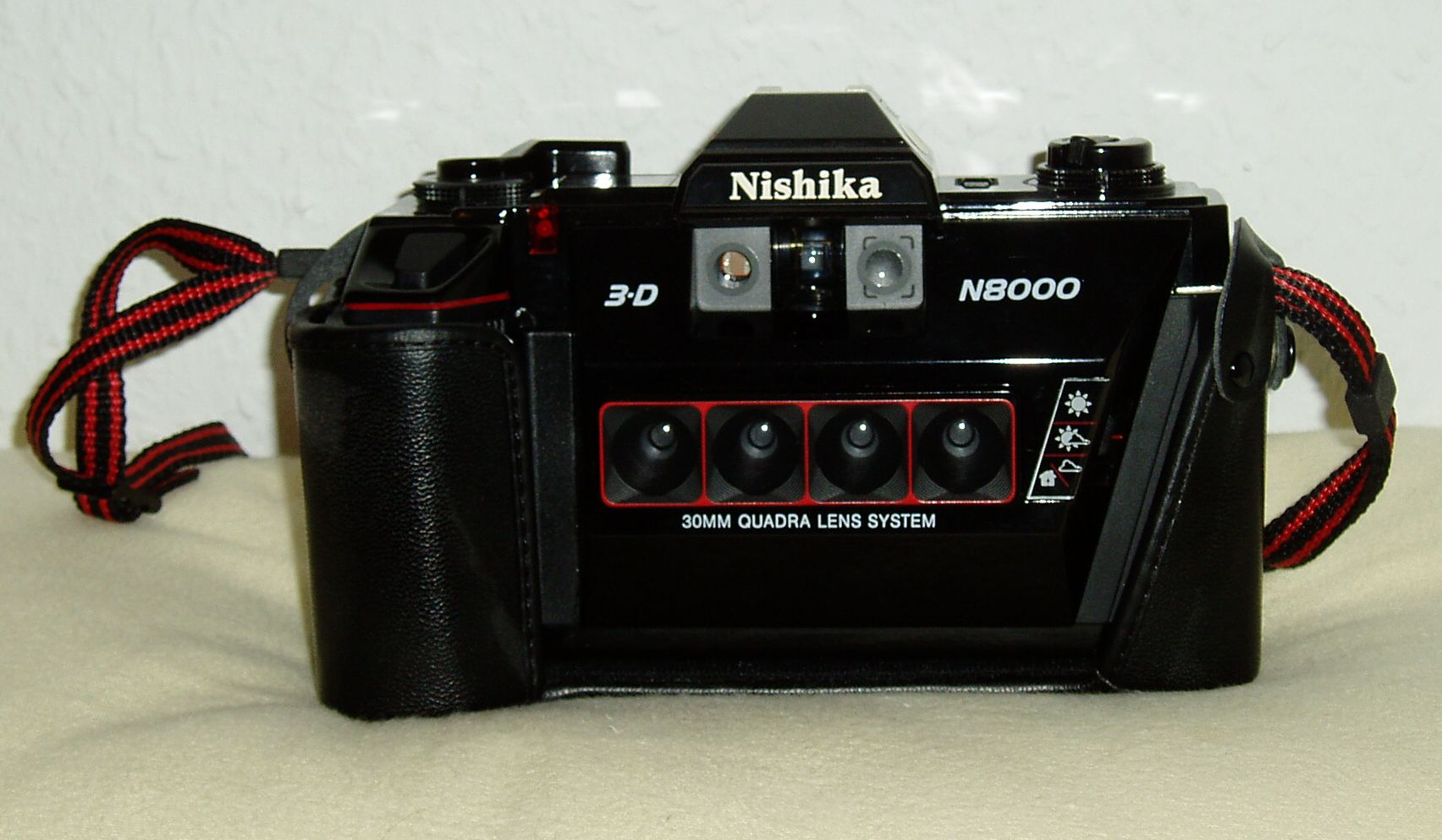
Nishika N8000 Stereokamera zur Herstellung von Linsenraster-Bildern

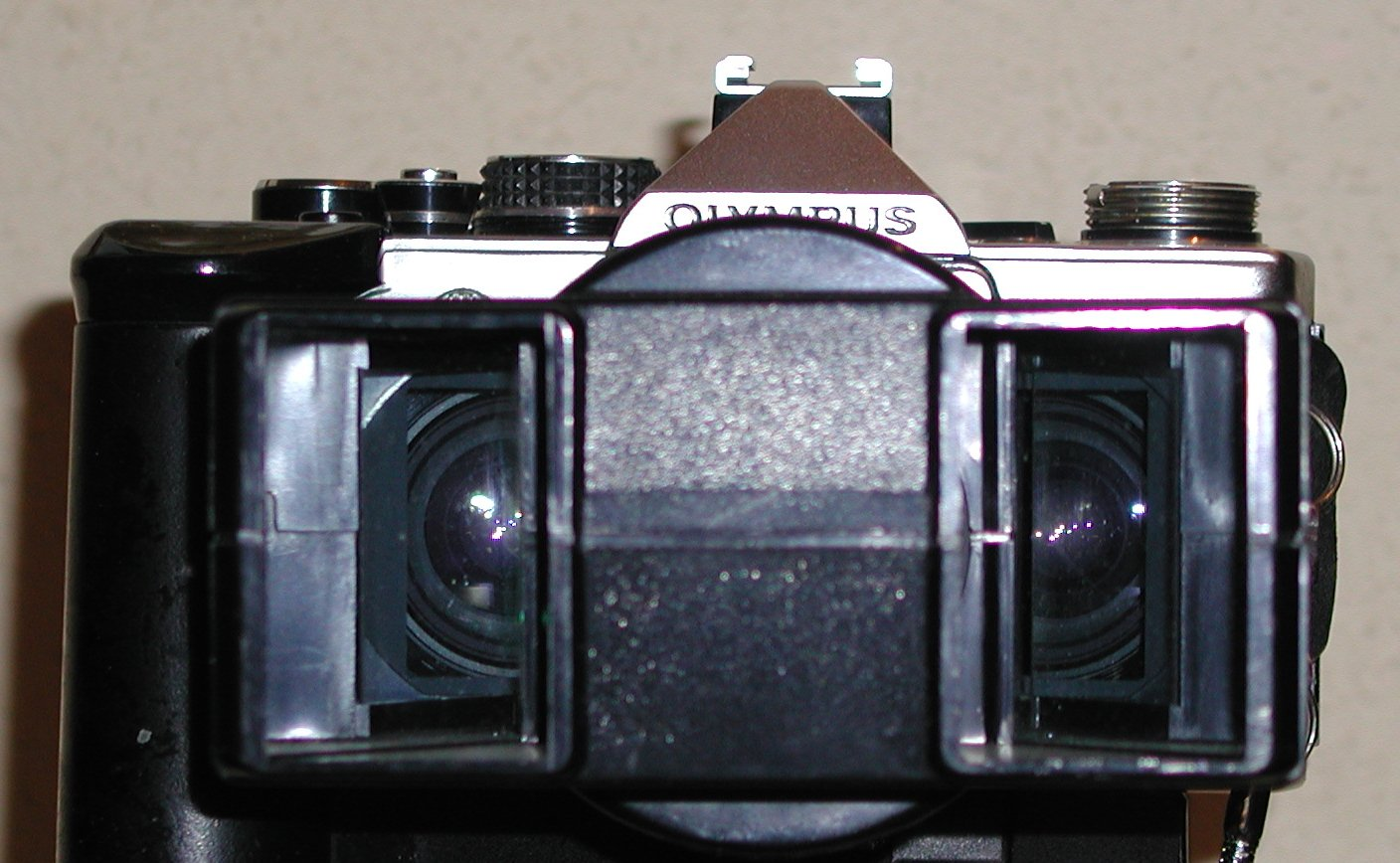
Vorsatzgerät zum Aufnehmen von 3D-Hochformatbildern

Eine Stereokamera ist ein spezieller Fotoapparat zur Aufnahme von stereoskopischen Fotografien (3D-Fotografie, 3D-Film). Die Technik aus der Frühzeit der Fotografie wurde auch für geodätische Vermessungen verwendet. Heute ist die Technik durch die Möglichkeiten der Digitalfotografie weitgehend bedeutungslos.  

## Prinzip
Stereokameras besitzen mindestens zwei nebeneinander angebrachte Objektive und ermöglichen beim Auslösen die gleichzeitige Aufnahme der für 3D-Bilder erforderlichen beiden stereoskopischen Halbbilder. Die Belichtungssteuerung und Schärfeneinstellung beider Objektive sind in der Regel gekoppelt.
Die Verschlussauslösung, die  synchron erfolgt, erzeugen auf einem Film oder Sensor zwei nebeneinanderliegende Halbbilder, die bei ihrer Betrachtung im Stereoskop einen geschlossenen Raumeindruck vermitteln. Um eine raumtreue Wiedergabe zu gewährleisten, haben die beiden Objektive meist einen Abstand von 60–70 mm (genannt Basis), was dem durchschnittlichen Augenabstand beim Menschen entspricht. Auch wurden Kameras mit nur einem Objektiv und einem Vorsatzgerät verwendet, die das gleichzeitige Aufnehmen zweier Halbbilder im Hochformat ermöglichen, als Stereo-Kameras eingesetzt werden. Für solche Aufnahmen gibt es entsprechende Betrachtungsgeräte.
Es wurden spezielle Varianten der Stereokameras (u. a. von der Firma Nimslo) hergestellt, die vier Objektive besitzen und für die Herstellung von Linsenraster-Bildern verwendet wurden.
Papierabzüge stereoskopischer Bilder werden in der regel durch ein Stereoskop betrachtet. Auch sind sogenannte Raumbildprojektionen für Räume möglich.

## Geschichte
Der französische Erfinder und Fotograf Jules Richard konstruierte 1894 die erste wirklich tragbare Stereo-Kamera, das „Richard Vérascope“. In den 1920er Jahren kamen mehrere, auch für den Hobbyfotografen erschwingliche Geräte auf den Markt.

## Geodätische Stereokameras
Mit dem Aufkommen der Photogrammetrie, also von Geländeaufnahmen mittels Messbildern, wurden um die Jahrhundertwende zum 20. Jahrhundert auch geodätische Stereokameras konstruiert. Teilweise waren Kameras mit diesem Prinzip bis in die 1970er-Jahre im Verwendung. 
Eine gängige Methode war, auf einer 100 cm langen Basis zwei identische, parallel ausgerichtete Kameras zu montieren, mit deren Messbildern z. B. hohe Gebäudefassaden, schwer zugängliches Gelände oder Steinbrüche vermessen wurden. Auch Fototheodolite wurden mit Zusatzgeräten für ähnliche Zwecke eingesetzt.
Vereinzelt wurden Stereokameras mit 1–2 Meter Basis auch in der Ballon-Photogrammetrie eingesetzt, doch ist eine gute räumliche Auflösung nur bis in Flughöhen von einigen Zehnermetern gegeben.
Die Raumsonde Mars Express (2003) ist mit einer High Resolution Stereo Camera zur Erkundung des Planeten Mars ausgestattet. Die Stereometrie wird bei der HRSC durch die Überlagerung kurz nacheinander fotografierter Geländestreifen erreicht. Diese werden in Flugrichtung schräg voraus und zurück aufgenommen. Die HRSC produzierte 2.200 Bilder auf der Sonde.